# Chejlava
Chejlava (Roridula) je jediný rod čeledi chejlavovité vyšších dvouděložných rostlin.
Chejlavy jsou nevysoké polokeře se střídavými jednoduchými listy bez palistů. Čepel listů je čárkovitá až kopinatá, celistvá nebo zpeřeně dělená. Listy jsou pokryty lepkavými stopkatými žlázkami podobně jako u rosnatek. Květy jsou oboupohlavné, pravidelné, pětičetné, jednotlivé v úžlabí listů (některými botaniky je celá kvetoucí část rostliny interpretována jako koncový hrozen). Kalich i koruna jsou na bázi velmi krátce srostlé. Tyčinek je 5. Semeník je svrchní, srostlý ze 3 plodolistů a se 3 komůrkami a jednou vrcholovou čnělkou. V každé komůrce je 1 až několik vajíček. Plodem je tobolka. Semena jsou dosti velká, s dužnatým endospermem.
Rod je zastoupen dvěma druhy, vyskytujícími se v Kapsku v Jižní Africe.

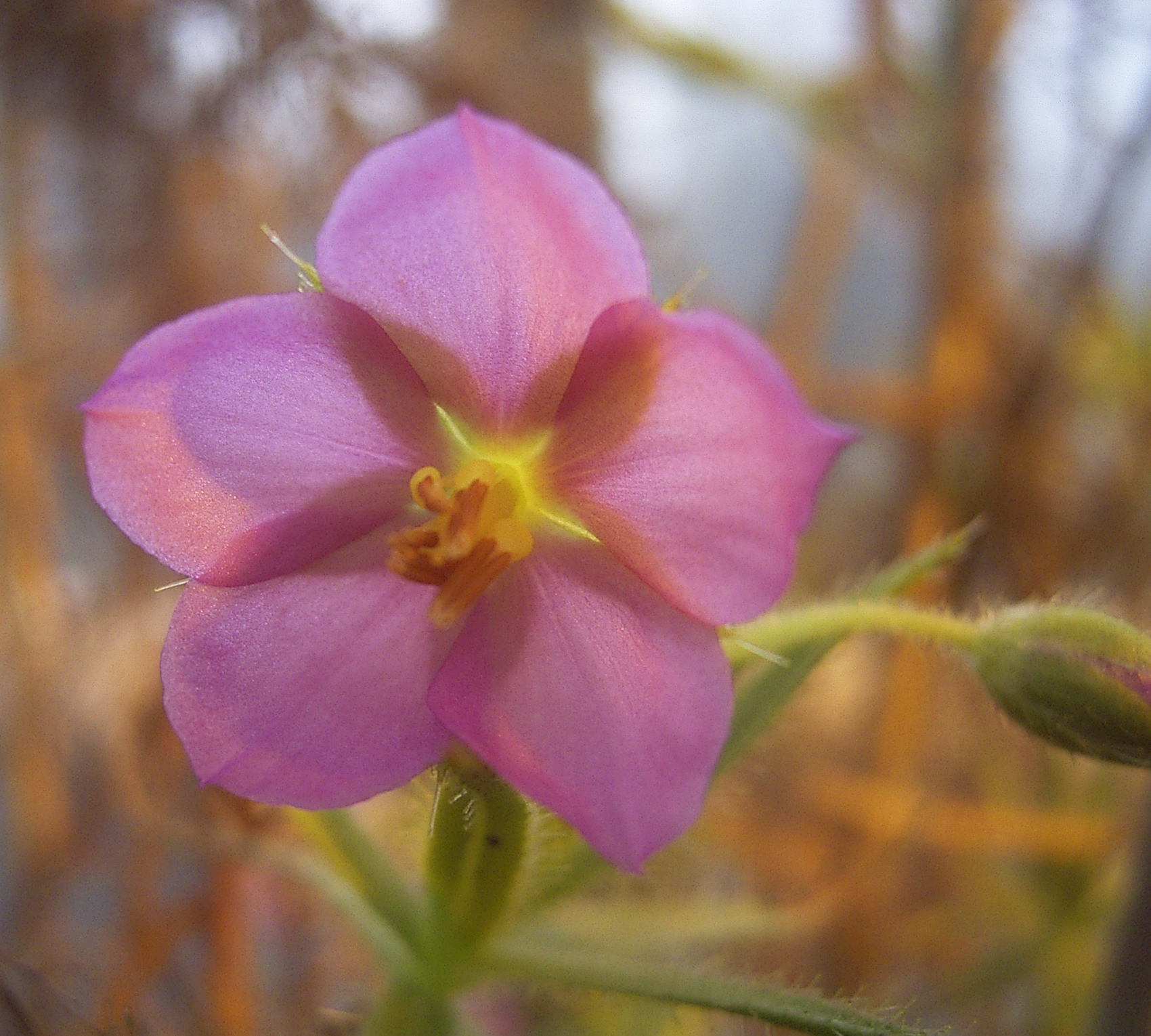
Květ Roridula dentata
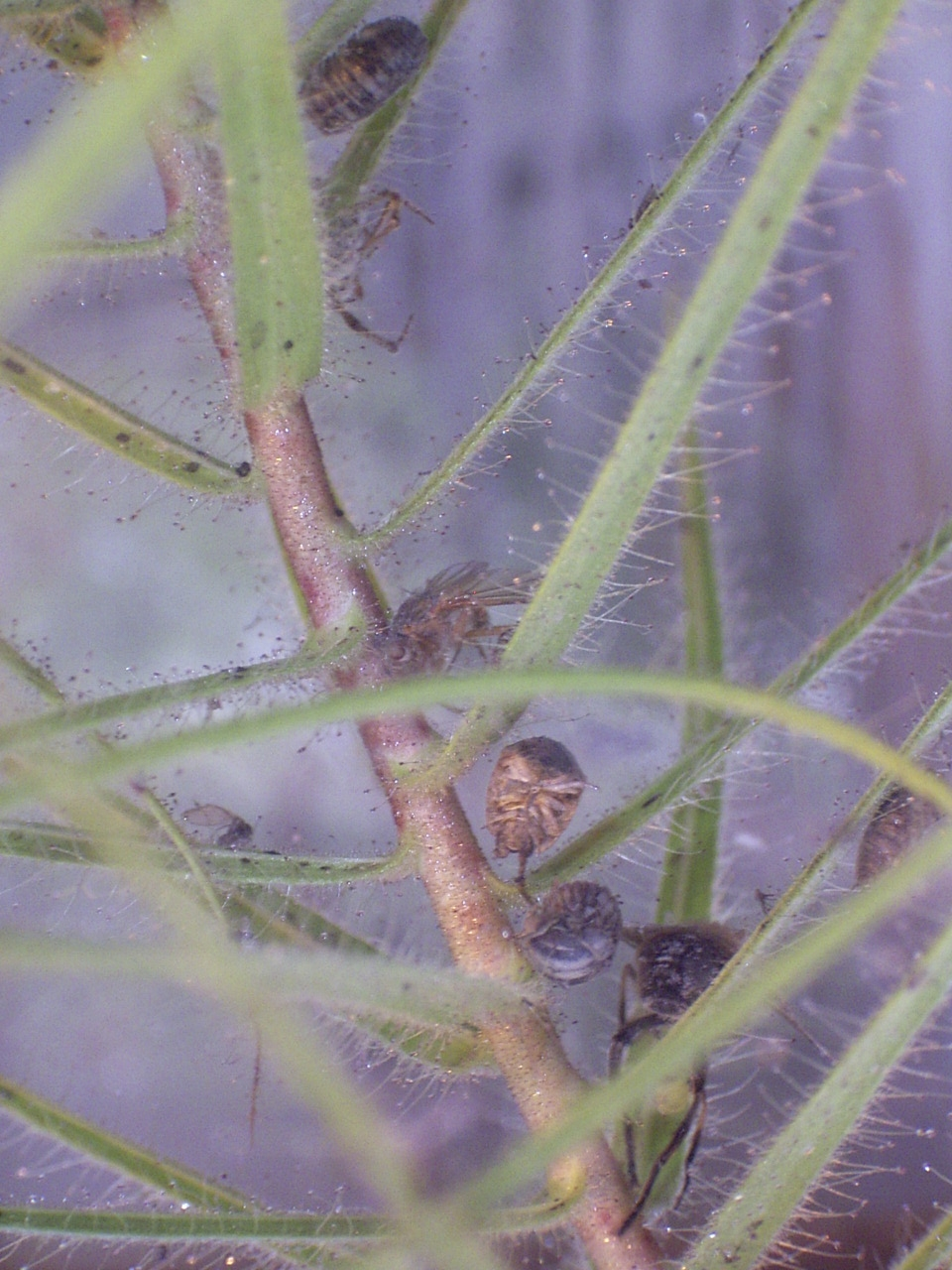
Roridula gorgonias, detail listů s kořistí
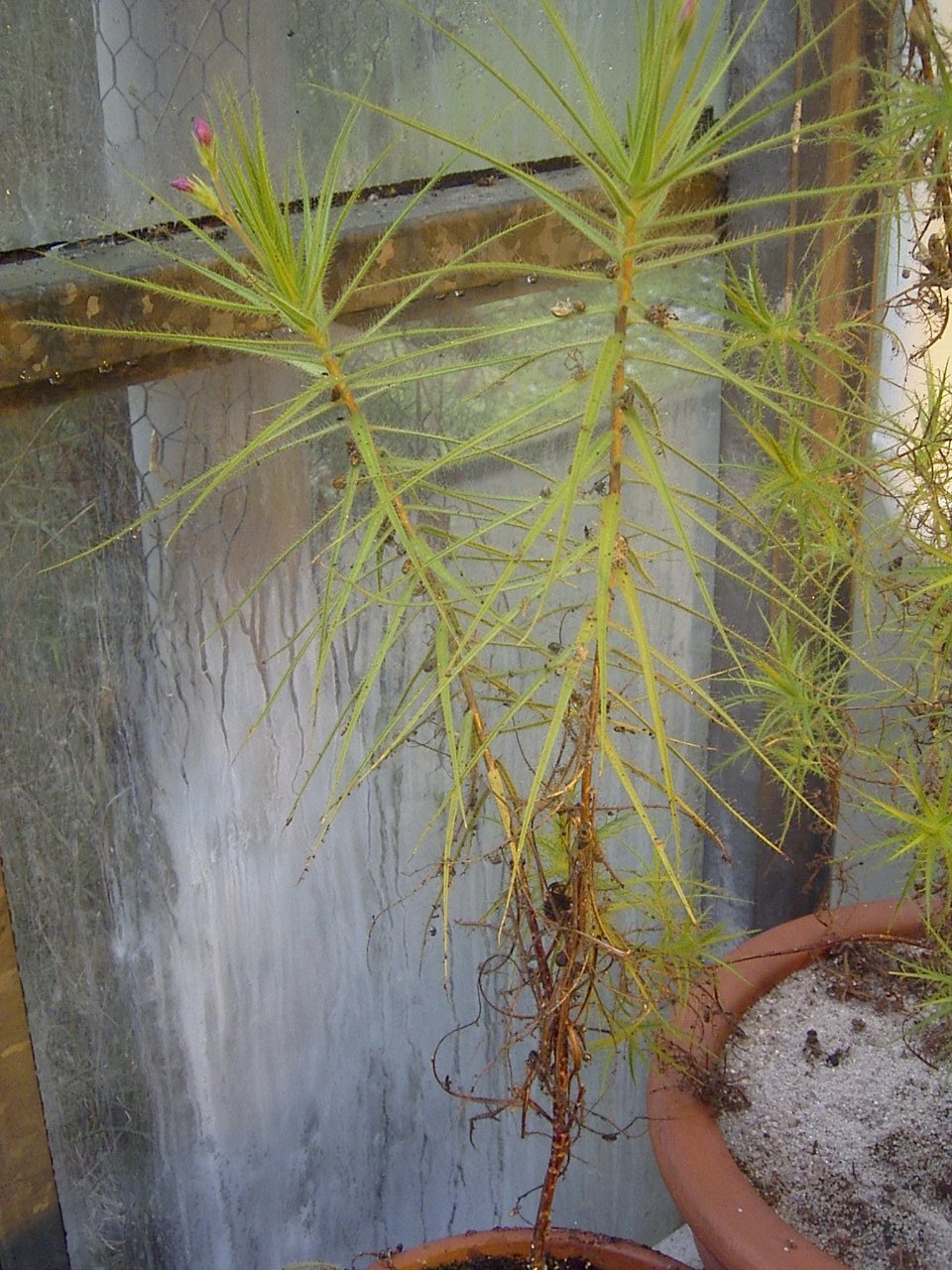
Roridula gorgonias v kultuře
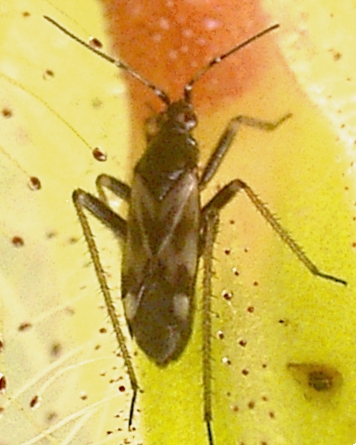
Symbiotická ploštice Pameridea roridulae

## Mechanismus lovu kořisti
Zařazení roridul mezi masožravé rostliny je sporné, neboť ač mají účinný mechanismus lovu hmyzu, postrádají ve výměšku trávicí enzymy, které by umožnily přímé využití kořisti. Ta je vyhledávána specializovanou plošticí (rod Pameridea), jejíž živinami bohaté výměšky jsou poté absorbovány rostlinou. Na rozdíl od podobných rostlin z jiných čeledí, jako jsou rosnatky (Drosera), byblida (Byblis) nebo rosnolist lusitánský (Drosophyllum lusitanicum) se stopkaté žlázky nemohou pohybovat a listy nejsou v pupenech spirálovitě stočené.

## Zástupci
- Roridula dentata
- Roridula gorgonias